# 洛普什涅 (拉諾夫齊區)
49°45′0″N 25°53′8″E / 49.75000°N 25.88556°E
洛普什涅（烏克蘭語：Лопушне）是位於烏克蘭西部特諾皮爾州裏克列梅涅茨區的村莊，始建於1500年，面積2.06平方公里，人口500，人口密度每平方公里388.9人。